# Yifat Kariv
Yifat Kariv, née le 23 novembre 1973 à Beer-Sheva, est une femme politique israélienne, député à la Knesset pour le parti centriste et laïque Yesh Atid de Yaïr Lapid.

## Biographie
Kariv est née à Beer-Sheva et étudie à l'Université Bar-Ilan, où elle obtient un baccalauréat et une maîtrise en travail social. En 2013, elle travaille en tant que chef du département de la jeunesse au ministère du Développement du Néguev et de la Galilée. Elle est une militante sociale de premier plan pour les droits et l'amélioration de l'éducation des femmes. En 2008, elle est élue au conseil municipal d'Hod Hasharon.